# Чуприна, Борис Владимирович
Бори́с Влади́мирович Чупри́на (укр. Чуприна Борис Володимирович; род. 3 февраля 1965, Херсон) — украинский режиссёр и драматург. Народный артист Украины (2009).

## Биография
Борис Владимирович Чуприна родился 3 февраля 1965 года в Херсоне в семье художника Владимира Григорьевич Чуприна.
В 1988 году окончил Киевский институт культуры. В 1990 году был слушателем Высших режиссёрских курсов в Москве.
С 1988 года работал режиссёром, а с 1992 года главным режиссёром Херсонского театра кукол. С 1995 по 1998 год работал с английской компанией «Трестл театр компани».
Работает доцентом кафедры художественной культуры и театрального искусства Херсонского государственного университета.

## Работы
- Спектакль «Русалочка» (режиссёр Б. Чуприна, художник Г. Рябинчук). На фестивале в Херсоне в 1992 году занял первое место[5].
- Спектакль «Русалочка» (режиссёр Б. Чуприна) попал на фестиваль «Хрустальные паруса» в городе Залаэгерсег (Венгрия; 1993)[5].